# زيروقت (كوهباية)
زیروقت (بالفارسية: زیروقت) هي قرية تقع في إيران في قسم كوهبایة الريفي. يقدر عدد سكانها بـ 115 نسمة بحسب إحصاء 2016.